# Comuni della Repubblica Ceca (F)
Questa pagina contiene l'elenco dei comuni cechi il cui nome inizia con la lettera F.
Per ciascun comune sono indicati il distretto e la regione d'appartenenza. I comuni che hanno lo status di città (město) sono indicati in grassetto, quelli che hanno lo status di comune mercato (městys) in corsivo.
| Comune                        | Distretto          | Regione            |
| ----------------------------- | ------------------ | ------------------ |
| Felbabka                      | Beroun             | Boemia centrale    |
| Frahelž                       | Jindřichův Hradec  | Boemia meridionale |
| Francova Lhota                | Vsetín             | Zlín               |
| Františkov nad Ploučnicí      | Děčín              | Ústí nad Labem     |
| Františkovy Lázně             | Cheb               | Karlovy Vary       |
| Frenštát pod Radhoštěm        | Nový Jičín         | Moravia-Slesia     |
| Fryčovice                     | Frýdek-Místek      | Moravia-Slesia     |
| Frýdek-Místek                 | Frýdek-Místek      | Moravia-Slesia     |
| Frýdlant                      | Liberec            | Liberec            |
| Frýdlant nad Ostravicí        | Frýdek-Místek      | Moravia-Slesia     |
| Frýdštejn                     | Jablonec nad Nisou | Liberec            |
| Frymburk (Boemia meridionale) | Český Krumlov      | Boemia meridionale |
| Frymburk (Plzeň)              | Klatovy            | Plzeň              |
| Fryšava pod Žákovou horou     | Žďár nad Sázavou   | Vysočina           |
| Fryšták                       | Zlín               | Zlín               |
| Fulnek                        | Nový Jičín         | Moravia-Slesia     |